# Leandro Barsotti
Leandro Barsotti (Brindisi, 23 luglio 1963) è un cantautore e giornalista italiano.

## Biografia
Nato a Brindisi, vissuto fino all'adolescenza tra Venezia e Mestre e in seguito padovano d'adozione, Leandro Barsotti ha iniziato a suonare con i compagni di scuola. Dopo le prime esperienze, fonda insieme a Bibi Bozzato i Puzzless, gruppo a metà tra il jazz e il rock d'autore, incidono anche un Lp di quattro brani.
Si laurea in criminologia e diventa giornalista professionista. Dopo aver subìto il furto degli strumenti , la band si scioglie e Leandro Barsotti mette a punto un repertorio da solista. Trova il contratto con l'allora RCA Italiana, e registra nel 1991 Il caso Barsotti, album che viene presentato al Premio Tenco grazie all'invito personale di Amilcare Rambaldi. L'album riscuote controversi giudizi della critica, per l'utilizzo di un linguaggio acerbo, a volte provocatorio.
È in quel periodo che conosce l'arrangiatore Michele Canova Iorfida, con cui darà vita ad una collaborazione artistica decennale. L'anno dopo pubblica, sempre con la RCA, il secondo album, Ho la vita che mi brucia gli occhi, contenente il singolo Vecchio bastardo da cui viene realizzato un videoclip con protagonista la pornostar La Venere Bianca.
Nel 1993 partecipa alla tournée "Tour in città" assieme ad altri giovani colleghi Samuele Bersani, Angela Baraldi, Tosca, Bungaro. Sotto la stessa sigla, e sempre nel '93, il gruppo di artisti registra una cover del brano Aida di Rino Gaetano.
Il successo arriva alla fine del 1994: Leandro Barsotti presenta al "Festival italiano" di Canale 5 la canzone Mi piace, che viene subito eliminata dalla gara, ma che le radio decidono di premiare trasmettendola più di ogni altra . Arrivano i primi concerti e i tanti passaggi televisivi; l'album Vitamina (che contiene anche la hit Voglio che mi ami) raggiunge in pochi mesi le 50 000 copie . Nell'estate del 1995 esce l'inedito Ci siamo anche noi e nell'autunno l'organizzazione del Festival di Sanremo lo seleziona per la finale di "Sanremo giovani", dove arriva secondo.
Così, nel febbraio del 1996, Barsotti si presenta a Sanremo con la canzone Lasciarsi amare e un nuovo album, "Bellavita", edito da Ppm-Bmg. È un anno di intensa attività dal vivo, non solo in Italia ma anche in Francia, Svizzera, Jugoslavia e soprattutto Canada, dove tiene tre concerti davanti a un pubblico sempre numeroso.  Lo accompagna come corista e ballerina Loredana Bontempi.
Nel febbraio 1997 torna al Festival di Sanremo con il brano Fragolina e successivamente esce, sempre con la Bmg, la sua prima raccolta, "Fragolina collection".
Lo stesso anno realizza, come coautore, come attore e come autore della colonna sonora, il film solo per homevideo Ci sarà, prodotto dal Messaggero Audiovisivi e vincitore del premio nazionale "Santa Caterina".
Nello stesso anno si esibisce nel tour estivo con la sua Banda Barsotti affiancato dalla showgirl Daniela Parrozzani.
Nell'estate è uscito il singolo Il silenzio dell'anima che è stato coccolato  da tutte le radio italiane fino a settembre inoltrato: il brano viene presentato in diverse piazze italiane all'interno del tour di Rtl 102.5. E a novembre esce l'album, Il segno di Elia, undici canzoni di grande impatto emotivo .
Insieme alla scrittrice Chiara Gamberale e ai Summertime scrive l'inno della maratona di Sant'Antonio.
Nell'estate del 2001 esce il singolo radio Tre mesi d'amore, pubblicato in tre versioni. Anche in quest'occasione Barsotti riceve un ottimo riscontro radiofonico. Ma da settembre del 2001 Barsotti comincia a lavorare ad un progetto molto ambizioso: un recital teatrale che possa portare al pubblico, oltre che le canzoni, anche una possibile storia. Nasce così la collaborazione con il fotografo e videomaker Oliviero Toscani, un nome conosciuto a livello internazionale. Con Oliviero Toscani realizza un video su un ragazzo in carcere perché riconosciuto colpevole dell'omicidio del padre. Il video viene sequestrato dalla magistratura ma poi restituito dal tribunale della libertà. Il film viene presentato alla Leopolda di Firenze il 23.3.2002 da Leandro Barsotti, con alcuni ospiti prestigiosi: Enrico Ruggeri, Jovanotti e Paolo Crepet. Da quell'esperienza esce il cd singolo Spiegare l'amore.
Nel frattempo Leandro scrive per i "Ragazzi italiani" i brani "Intorno a noi" e insieme a Mike Francis il singolo di successo "Io credo"; con gli MP2 May day e il singolo radiofonico Azzurro, per Sabrina Salerno il successo spagnolo I love you, per Carmine Migliore La luna e per Marco Morandi Meteoropatica.
Nell'ottobre del 2004 è stato invitato al summit del premio Nobel per la pace a Roma per parlare di impegno sociale.
Nel 2007 ha pubblicato un libro-cd dal titolo Il jazz nel burrone in cui racconta la vita del cantautore francese Serge Gainsbourg e ne canta, tradotte in italiano, undici sue celebri canzoni risalenti agli anni Sessanta.
Nel dicembre 2008 ha scritto e pubblicato per Azzurra Music la biografia di Riccardo Fogli.
Il 29 ottobre 2013 esce Non avevo più niente, nuovo singolo radiofonico corredato da videoclip estratto dall'omonimo album prodotto da Claudio Corradini e Enrico "Penta" Bulla per Protocollo Zero Music Factory (edizioni Effegi / Cramps).
Il 10 gennaio 2016 esce il singolo con Il Migno L'11 e il 16, il cui videoclip è realizzato da Simone Gazzola.
Il 15 novembre è uscito il suo primo romanzo L'amore resta edito dalla casa editrice friulana L'Orto della Cultura.
Attento alla crescita personale e spirituale come testimoniano i testi del suo album Il segno di Elia e gli argomenti trattati nel romanzo L'amore resta, Leandro Barsotti ha tenuto numerosi incontri pubblici per parlare di anima, angeli, destino, spiritualità. Tiene anche meditazioni guidate ed è inoltre spiritual coach.
Ispiratore di progetti sociali, è l'ideatore del Cantanatale, manifestazione aperta al pubblico che domenica 23 dicembre 2018 ha raccolto mille persone davanti al reparto di Pediatria dell'ospedale di Padova per cantare insieme ai bambini ricoverati.
Barsotti ha diviso l'attività di cantante con quella di giornalista per il quotidiano Il Mattino di Padova dove ricopre il ruolo di caporedattore. Nell'ottobre 2015 ha dato vita a una rubrica quotidiana sui social e sul web dal titolo "Buongiorno Mattino" in cui commenta notizie o intervista personaggi.
Nel 2019 Barsotti viene indagato per atti persecutori e diffamazione ai danni del fondatore dell'associazione benefica Pink Amici, dopo averlo minacciato sotto il falso nome di Giulia Pierobon. 
Nel 2020 ha pubblicato insieme allo streetartist Seneca il libro di aforismi e disegni  dal titolo Love + (editore Calma di Mare).
Nel gennaio 2020 vengono pubblicate sulla piattaforma digitale Spotify i suoi album Ho la vita che mi brucia gli occhi, Vitamina e Bellavita. Nel maggio 2021 è uscito per l'etichetta Azzurra Music il nuovo singolo Alma Goodbye.

## Discografia

### Album
- 1991 - Il caso Barsotti (RCA Italiana, PL 75016) (LP)
- 1992 - Ho la vita che mi brucia gli occhi (RCA/BMG, 74321-11822-1) (LP)
- 1994 - Vitamina (BMG Ariola, 74321-22256-2) (CD)
- 1996 - Bellavita  (BMG Ricordi, PPM 74321-356182) (CD)
- 1997 - Fragolina collection (BMG Ricordi, PPM 74321-459842) (CD)
- 2000 - Il segno di Elia (Universal/UDP Discopiù, 3003082) (CD)
- 2007 - Il jazz nel burrone (UPR/Edel) (CD + libro)
- 2013 - Non avevo più niente (Artis/Edel) (CD)

### Singoli
- 1991 - Siamo gli uomini migliori/Non mi avrete mai (RCA Italiana, PT 44682) (12"/45 giri)
- 1995 - Mi piace
- 1995 - Lo specchio: Lo specchio (Club Version)/(Radio Version)/(Smile Version)/(Original Version) (Flying Records Italia, FIT 027 (12")
- 1995 - Quando sei vicino a me (BMG Ricordi, PPM 74321-26428-2) (CD single/Promo)
- 1996 - Lasciarsi amare
- 1997 - Fragolina
- 1997 - Amarena (BMG Ricordi, PPM 74321-48581-2) (CD single/Promo)
- 2001 - Tre mesi d'amore: Tre mesi d'amore (Original Version)/(Remix Radio)/(Remix Extended) (UDP, 3001862 ) (CD maxi single)
- 2002 - Spiegare l'amore/Spiegare l'amore (Instrumental) (UDP, 3001922) (CD single)
- 2006 - La borsa degli scudi (Pony Record, P-54325) (CD single/Promo)
- 2013 - Non avevo più niente (Artis/Edel) (Digital Single)
- 2016 - L'11 e il 16 (con Il Migno)
- 2021 - Alma Goodbye (Azzurra Music)

## Opere

### Romanzi
- L'amore resta, Pasian di Prato, L'Orto della Cultura, 2016. ISBN 88-99588-25-2[6].
- Love+, Rubano - Padova, Calma di Mare, 2020